# ليندساي كارمايكل
ليندساي كارمايكل (بالإنجليزية: Lindsey Carmichael)‏ هي نبالة أمريكية، ولدت في 22 يوليو 1985 في سان أنطونيو في الولايات المتحدة.

## وصلات خارجية
- ليندساي كارمايكل على موقع الاتحاد الدولي للرماية بالسهام (الإنجليزية)
- ليندساي كارمايكل على موقع Paralympic.org (الإنجليزية)
- ليندساي كارمايكل على موقع اللجنة الأولمبية والبارالمبية الأمريكية (الإنجليزية)

- الموقع الرسمي